# 佐真奴·洛迪古斯
佐治·哥迪奧·干斯卡奧·洛迪古斯（Jorge Claudio Conceiçao Rodriguez，1975年10月1日—），生於巴西，巴西足球運動員，司職中場，現時擔任香港甲組聯賽球會公民的助教兼球員。

## 球員生涯
佐真奴生於巴西，出身在當地著名球會哥連泰斯的青訓系統，並於少年時與巴西傳奇前鋒朗拿度當隊友，又與李華度相熟，他於2005年10月獲前流浪外援兼教練安尼頓穿針引線下，來港隨甲組球會晨曦試腳。到2007年1月轉會至甲組球會公民。

## 教練生涯
佐真奴於2008年夏天開始擔任公民助理教練，直到2014年轉職為公民助教。2014年夏天，公民選擇不會參加來季新組成的職業聯賽港超聯，留在甲組聯賽角逐後，佐真奴再接替教練一職，並擔任教練兼球員，而他因在港已居滿七年，使他能以本地球員身份註冊本地賽事。

## 外部連結
- 香港足球總會網頁球員註冊資料（页面存档备份，存于）